# 蒂基萊什蒂鄉
45°08′39″N 27°53′51″E / 45.14417°N 27.89750°E
蒂基萊什蒂鄉（羅馬尼亞語：Comuna Tichilești, Brăila），是羅馬尼亞的鄉份，位於該國東南部，由布勒伊拉縣負責管轄，面積42平方公里，海拔高度8米，2007年人口3,813，人口密度每平方公里91人。